# Haliscera
Genre
Haliscera est un genre de Trachyméduses (hydrozoaires) de la famille des Halicreatidae.

## Liste d'espèces
Selon World Register of Marine Species (4 avril 2016), Haliscera comprend les espèces suivantes :
- Haliscera alba Vanhöffen, 1902
- Haliscera bigelowi Kramp, 1947
- Haliscera conica Vanhöffen, 1902
- Haliscera racovitzae Maas, 1906